# Pieve di San Pietro a Figline
La pieve di San Pietro sorge in via Vecchia di Cantagallo a Figline di Prato, frazione settentrionale del comune di Prato.

## Storia e descrizione

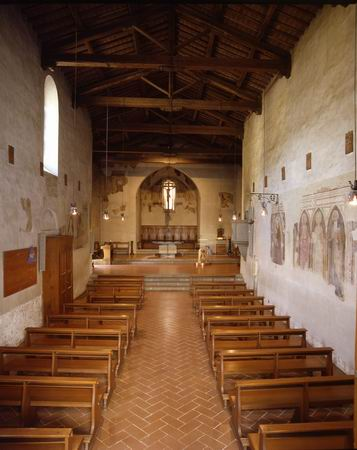
Interno

L'edificio è costruito in filaretto di alberese, il cui nucleo iniziale, del XII secolo, fu rialzato tra fine Duecento e 1330, quando vennero costruiti il transetto e il campanile a torre. Nel sobrio, luminoso interno restano affreschi piuttosto frammentari, oggetto di restauro negli anni'70 e che dovevano probabilmente ricoprire tutta la superficie parietale. Tale decorazione ad affresco parte dalla prima metà del XIV fino agli inizi del XVI secolo.
Troviamo raffigurazioni  tardo trecentesche di ambito geriniano (Madonna del latte, Quattro santi), un piacevole San Michele (1512), opera di Girolamo Ristori, e nel transetto un'Ultima Cena, una Crocifissione (1325 circa) e un imponente San Cristoforo, del primo Trecento. A sinistra dell'arco trionfale è posto un ciborio rinascimentale a tempietto.

## Il Museo della pieve
Dalla chiesa è accessibile il piccolo Museo della pieve (inaugurato nel 1973), che espone materiale di scavo, alcuni catini "figlinesi" e resti di matrici a impressione per catini (XIV secolo), oltre a suppellettile sacra della pieve (notevoli un Calice con smalti quattrocentesco e una Croce processionale del XVI secolo), e ad alcuni dipinti: una tavola col Battista (1435 circa), di Bartolomeo Bocchi, una pala di Tommaso di Piero (Madonna col Bambino e santi, 1529), ultima opera attribuibile al pittore pratese, e una tela di Giovan Pietro Naldini (La consegna delle chiavi a san Pietro, 1630 circa).